# 甲賀カントリー倶楽部
甲賀カントリー倶楽部（こうがカントリーくらぶ）は、滋賀県湖南市にあるゴルフ場である。

## 概要
1964年（昭和39年）、株式会社日本旅行に、滋賀県湖南市三雲地区の地元から、新たなゴルフ場の建設計画が持ち込まれたことに始まる。甲賀は、伊賀と同様に忍者の里で、時代が経っても隠れ里だった。
1964年（昭和39年）に開通した名神高速は、国道8号線を選び、国道1号線の亀山、信楽、草津ルートは田舎道のまま置いて行かれた。田村義孝（後・甲賀カントリー倶楽部支配人）は、「国道1号線には道の駅がながった、そこに着目したのが南新助で、湖南市三雲に三雲ドライブインを造り食堂経営始めました」と、当時の事情を語った。
南新助（後・甲賀カントリー倶楽部オーナー）は、南グループの創業者で、日本旅行会の代表である。南新助は、草津市の名家の生まれで、「琵琶湖カントリー倶楽部」（1959年（昭和34年）開場、設計・富沢誠造）の会員だが、ゴルフ界での知名度は低かった。
南新助は、日本旅行内に「日本観光開発株式会社」を設立し、甲賀ファミリーランド構想に着手した。三雲地区の約150万坪を買収し、約30万坪に18ホールのゴルフ場三雲コースを、他に自然公園、児童遊戯施設などが計画された。
1965年（昭和40年）2月、コース設計は芝草の権威として名の知れた丸毛信勝に依頼し、ゴルフ場の工事が着工された。1966年（昭和41年）10月16日、コース造成工事が完成し、開場された。
その後、1988年（昭和63年）、甲賀カントリー倶楽部の経営母体である日本観光開発は、「阿南カントリークラブ」（1979年（昭和54年）開場、設計・株式会社ユニエースコンサルタント）を開場するなど、ゴルフ場4カ所、観光施設14カ所を経営する株式会社いずみ21など4社と、健康、観光、環境関連のミナミグループを形成した。

## 所在地
〒520-3221 滋賀県湖南市三雲3354番地

## コース情報
- 開場日 - 1966年10月16日
- 設計者 - 丸毛 信勝
- 面積 - 1,150,000m2（約34.7万坪）
- コースタイプ - 丘陵コース
- コース - 18ホールズ、パー72、6,853ヤード、コースレート70.3
- フェアウェー - コウライ
- ラフ - ノシバ
- グリーン - 2グリーン、ベント、コウライ
- ラウンドスタイル - キャディ付・セルフの選択制、乗用カート使用、希望すればツーサム可
- 練習場 - 13打席100ヤード
- 休場日 - 12月31日、1月1日[2][3]

## クラブ情報
- ハウス面積 - 1,980m2（598.9坪）
- ハウス設計 - 山本・西原設計事務所
- ハウス施工 - 株式会社竹中工務店[2][3]

## ギャラリー
- コース - 「甲賀カントリー倶楽部」、コース案内、2021年6月12日閲覧
- ハウス - 「甲賀カントリー倶楽部」、施設案内、2021年6月12日閲覧

## 交通アクセス
鉄道（JR西日本）
- 草津線 - 三雲駅より タクシー利用約5分
- 東海道本線・琵琶湖線 - 草津駅より タクシー利用約25分[4]

道路
- 新名神高速 - 信楽ICより 約10分
- 名神高速 - 栗東湖南ICより 約20分[4]

## 関連文献
- 『ゴルフ場ガイド 西版』、2006-2007、「甲賀カントリー倶楽部」、東京 ゴルフダイジェスト社、2006年5月、2021年6月12日閲覧
- 『美しい日本のゴルフコース BEAUTIFUL GOLF CULTURE IN JAPAN 日本のゴルフ110年記念 ゴルフは日本の新しい伝統文化である』、ゴルフダイジェスト社「美しい日本のゴルフコース」編纂委員会編、「松茸の宝庫だった甲西・信楽に滋賀県4番目のコースとして開場」、東京 ゴルフダイジェスト社、2013年12月、2021年6月12日閲覧